# 이원형 (1951년)
이원형(李源炯, 1951년 8월 29일 ~ )은 대한민국의 정치인이다. 제16대 국회의원을 지냈다. 호는 덕운(德雲)이다.

## 학력
- 포항 기계초등학교
- 대구중학교
- 경북고등학교
- 서울대학교 섬유공학 학사
- 영남대학교 대학원 경영학 석사
- 영남대학교 대학원 경영학 박사

## 경력
- 1990 ~ 1993 : 계명전문대학 관광영어통역과 겸임교수
- 1991 ~ 1995 : 대구광역시의회 의원
- 1995 : 법무부 갱생보호회 위원
- 1995 : 대구지방검찰청 범죄예방위원회 운영위원
- 1996 ~ 2000 : 한나라당 수성갑 지구당 위원장
- 1997 ~ 2004 : 전석장애인복지센터 소장
- 1997 : 한나라당 중앙당 부대변인
- 1999 ~ 2000 : 한나라당 행정자치위원회 부위원장
- 2000.05 ~ 2004.05 : 제16대 국회의원 (비례대표/한나라당)
- 보건복지가족위원회 위원
- 2007.05 : 6.3동지회 청년봉사단 단장
- 2007.08 : 한나라당 국책자문위원회 위원
- 2009.07 : 한국관광공사 상임감사
- 명원솔라에너지 상임감사
- 2010.03 ~ 2012.03 : 제11대 한국감사협회 회장

## 역대 선거 결과
|  | 23.67% |

|  | 39.0% |